# Friedrich Georg Leonhard Miedke
Friedrich Georg Leonhard Miedke (* Januar 1803 in Nürnberg; † 16. Oktober 1842 in Regensburg), auch Miedtke, war ein deutscher Sänger, Komponist, Schauspieler, Regisseur, Maler und Schriftsteller.

## Leben
Friedrich Georg Leonhard Miedke war ein Sohn des Sänger- und Schauspielerehepaars Carl Miedke und Charlotte Miedke und wurde zwischen dem 1. und 31. Januar 1803 in Nürnberg geboren.
Er war künstlerisch in Stuttgart, St. Gallen, Augsburg, Ulm, Regensburg, Würzburg und an anderen Orten tätig. Er galt zu seiner Zeit als einer der besten dramatischen Baritone und brillierte u. a. in den Opern Don Juan, Figaro und Vampyr. Er erhielt seine Ausbildung in Stuttgart und sang dann zunächst im Chor, bis ihm kleinere Bühnenrollen übertragen wurden, die ihn auch als Schauspieler auszeichneten. 1822 erhielt er ein Engagement in Augsburg. 1825 übernahm er die Leitung des Theaters der Stadt St. Gallen, was allerdings seinem privaten Vermögen so zusetzte, dass er heimlich die Schweiz verließ. Der nachfolgende Prozess hatte zum Ergebnis, dass er 12 Wochen auf der Festung Hohenasperg in Württemberg zubringen musste. Nach der Freilassung wandte er sich umgehend 1829 an die Stadt Würzburg, wo man ihm bei festem Gehalt sofort die Leitung der Oper übertrug, die er bis Ende 1836 innehatte. Am 6. März 1834 fand „zum Vortheile“ Miedkes in Würzburg eine Aufführung der Oper Faust von Louis Spohr statt.
Ab 1837 zog er sich von der Bühne zurück und ließ sich zunächst in Bad Kissingen nieder, um sich ganz der Malerei zu widmen; er betrieb daneben auch eine Galerie und war schriftstellerisch tätig. Er starb in Regensburg.

## Werke
- Jean Dupuis und Simon Meisinger, Faschingsposse in 2 Abtheilungen von Friedrich Miedtke. Erstaufführung am 23. Februar 1841 in Regensburg.[8]